# Brezova (Kraljevo)
Pour les articles homonymes, voir Brezova.
Brezova (en serbe cyrillique : Брезова) est un village de Serbie situé sur le territoire de la ville de Kraljevo, district de Raška. Au recensement de 2011, il comptait 351 habitants.

## Démographie
| 1948 | 1953 | 1961 | 1971 | 1981 | 1991 | 2002 | 2011 |
| ---- | ---- | ---- | ---- | ---- | ---- | ---- | ---- |
| 731  | 803  | 848  | 748  | 651  | 572  | 482  | 351  |

|  |